# Prințul Carl, Duce de Västergötland
Prințul Carl al Suediei și Norvegiei, Duce de Västergötland (n. 27 februarie 1861; d. 24 octombrie 1951) a fost al treilea fiu al regelui Oscar al II-lea al Suediei și Norvegiei și a reginei Sofia de Nassau.